# Osiny (gmina Somianka)
Osiny – osada w Polsce położona w województwie mazowieckim, w powiecie wyszkowskim, w gminie Somianka.
W latach 1975–1998 miejscowość administracyjnie należała do województwa ostrołęckiego.